# Воскресенский, Николай Васильевич
Воскресенский Николай Васильевич (12 мая 1839 года, Землянск — 18 февраля 1904 года, Подольск Московской губернии) — краевед, историк печати, статский советник.

## Биография
Николай Васильевич Воскресенский родился 12 мая 1839 года в Землянске Воронежской губернии. Отец его был чиновником, получившим дворянство.
В 1855 году окончил Новохопёрское уездное училище.
С 1856 года по 1861 год служил в городском магистрате и уездном суде в Новохопёрске.
C 1861 года по 1874 год и с 1877 года по 1895 год служил чиновником губернского правления в Воронеже, и уездным исправником в Нижнедевицке (1874—1877).
В 1895 уехал из Воронежа. Печатался в газете «Дон», «Воронежские губернские ведомости». Совместно с Г. М. Веселовским составил «Воронежский календарь на 1874 год» и написал книгу «Города Воронежской губернии, их история и современное состояние, с кратким очерком всей Воронежской губернии».
Под руководством Воскресенского (при участии М. А. Дикарева) была издана «Памятная книжка Воронежской губернии на 1887 год». С середины 1880-х годов он собирал материалы по истории «Воронежских губернских ведомостей». Результатом этого исследования явилась книга «Пятидесятилетие Воронежских губернских ведомостей: исторический очерк» в 2-х томах, где помимо указателя официальных и неофициальных частей газеты за 1838—1888, он составил биографические очерки редакторов и некоторых сотрудников, поместил статьи о литераторах — уроженцах Воронежского края, привёл факты по издательской деятельности и книжной торговле. Книга вызвала благожелательные отзывы в центральной и местной печати.
Воскресенский принимал участие в создании губернского музея, куда в 1894—1895 пожертвовал ряд книг и 200 годовых комплектов газет.